# Rutland (Vermont)
Pour les articles homonymes, voir Rutland (homonymie).
Rutland est une ville de l'État du Vermont, aux États-Unis. Rutland est situé à environ 112 km au nord du Massachusetts et à 48 km de l'État de New York. C'est la troisième plus grande ville du Vermont, avec 16 495 habitants lors du recensement de 2010.

## Histoire

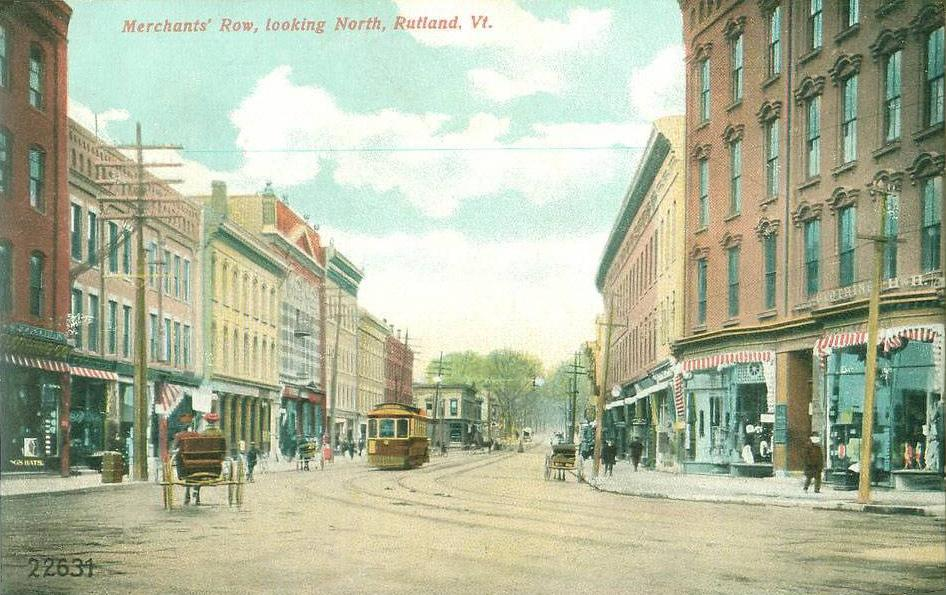
Rutland en 1907.

Au début du XIXe siècle, la ville commença par un petit hameau appelé Mill Village sur les rives de l'Otter Creek. Dans les années 1800, un minerai de marbre de haute qualité fut découvert à Rutland. Trente ans plus tard, on découvrit un autre gisement à l'ouest de la ville, beaucoup plus important que le premier.
En 1840, de petites entreprises s'installèrent dans la région pour tirer profit de ce précieux minerai mais celui-ci ne deviendra profitable qu'à partir du moment où le chemin de fer arriva à Rutland en 1851. Les fameuses carrières de marbre de Toscane en Italie devinrent rapidement trop coûteuses en raison de leur profondeur. Rutland put profiter de ce déclin et devint en peu de temps leader du marché mondial.
Dopée par la croissance économique de la région, la ville s'agrandit assez vite et deux nouvelles villes virent le jour : West Rutland et Proctor (qui accueillaient les carrières principales).
En 1894, la première épidémie de poliomyélite du pays fut identifiée dans la région de Rutland. 132 personnes furent affectées, 7 en moururent et 110 d'entre elles furent paralysées à vie.[réf. souhaitée]
La fermeture des carrières dans les années 1980-1990 eut un impact dramatique sur les emplois de la région.

## Démographie
| Groupe            | Rutland | Vermont | États-Unis |
| ----------------- | ------- | ------- | ---------- |
| Blancs            | 95,9    | 95,3    | 72,4       |
| Métis             | 1,8     | 1,7     | 2,9        |
| Afro-Américains   | 0,8     | 1,0     | 12,6       |
| Asiatiques        | 0,8     | 1,3     | 4,8        |
| Autres            | 0,4     | 0,4     | 6,4        |
| Amérindiens       | 0,3     | 0,4     | 0,9        |
| Total             | 100     | 100     | 100        |
|                   |         |         |            |
| Latino-Américains | 1,5     | 1,5     | 17,37      |

Selon l'American Community Survey, pour la période 2011-2015, 95,31 % de la population âgée de plus de 5 ans déclare parler l'anglais à la maison, 1,35 % l'espagnol, 0,71 % le français et 2,62 % une autre langue.

## Économie

### Revenu personnel
Le revenu moyen annuel pour un ménage en ville est de 30 478 $ et 41 561 $ pour une famille. Les hommes ont un revenu moyen de 29 457 $ contre 23 688 $ pour les femmes. 15,4 % de la population vit en dessous du seuil de pauvreté. Sur le total de personnes vivant en dessous de ce seuil, 30,1 % sont âgés de moins de 18 ans.

### Industrie
Rutland a grandi comme une ville urbaine : Magasins, restaurants et loisirs en tout genres y sont présents.
La majorité des employés de la région travaillent pour General Electric, Omya et Experian.
Récemment, un endroit de la ville appelé « la fosse » est en cours d'aménagement afin d'y élever de nouveaux immeubles de bureaux ainsi qu'un centre éducatif.

## Culture

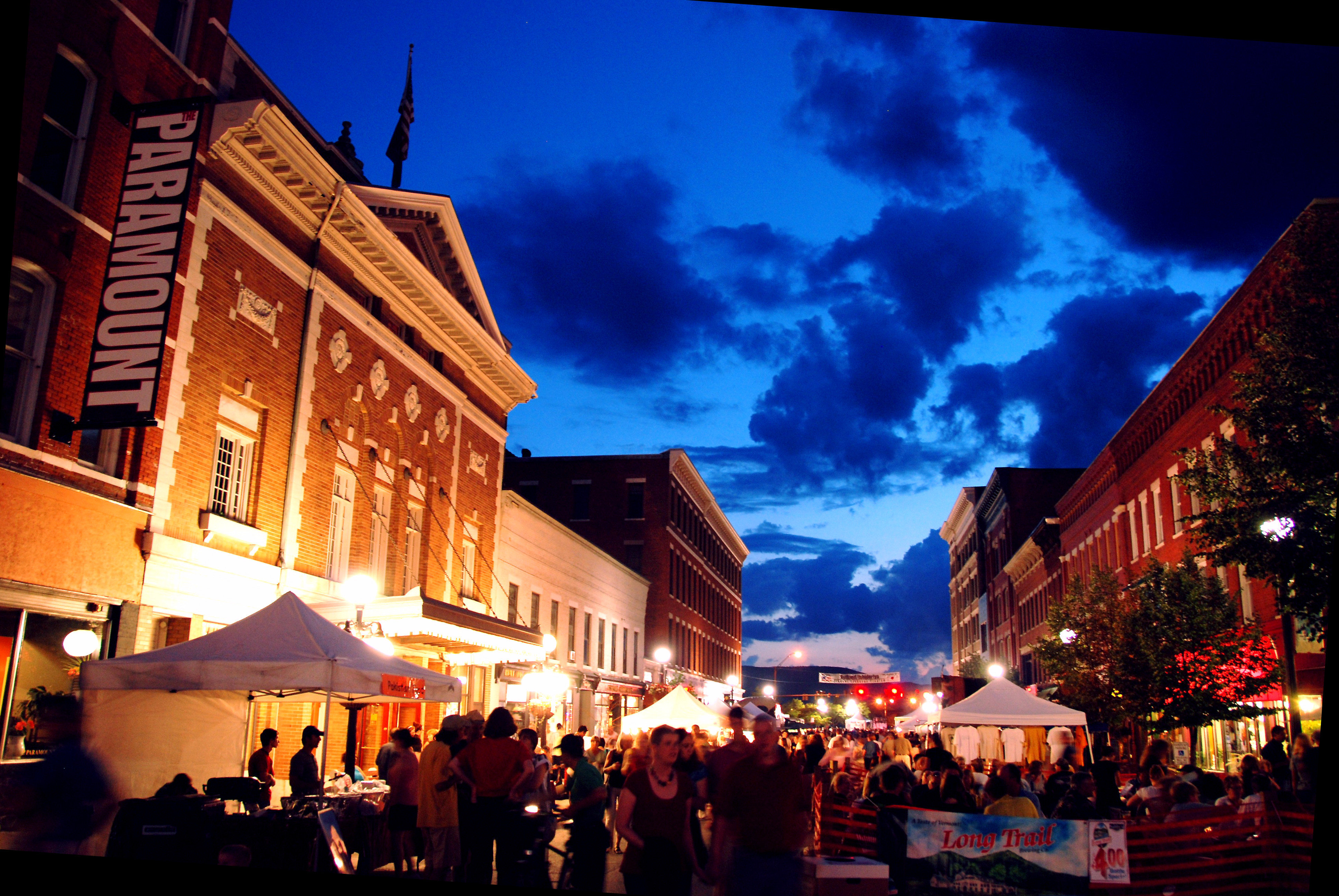
Un festival culturel d'été, le Ethnic Festival, en plein cœur de la ville.

La ville a gardé beaucoup de bâtiments historiques, ce qui lui confère un certain charme. 108 immeubles de la ville sont classés monuments historiques des États-Unis.
Le Pine Hill Park offre diverses activités de loisirs comme le vélo de montagne, la Randonnée pédestre et un Skatepark.
La station de ski de Killington (1 291 mètres d'altitude) se trouve dans les Montagnes Vertes non loin de Rutland.
Depuis 1960, la Rutland Halloween Parade est l'attraction incontournable de la ville. La parade est constituée de super-héros.

## Médias
La ville possède son quotidien : le Rutland Herald. Cinq stations de radio diffusent dans la région.

## Jumelage
- Hanamaki (Japon)